# Earthling
Earthling (op de albumhoes geschreven als EART HL I NG) is het twintigste studioalbum van de Britse muzikant David Bowie, uitgebracht in 1997. Het album is sterk beïnvloed door de elektronische muziek en is deels geïnspireerd door de industrial- en drum and bass-cultuur van de jaren '90. Voor het eerst sinds het album Diamond Dogs uit 1974 is dit album geproduceerd door Bowie zelf. Korte tijd nadat het album werd uitgebracht kreeg Bowie een ster op de Hollywood Walk of Fame.
Op de albumcover staat een foto van Bowie, die een door Alexander McQueen ontworpen jas met de Union Jack erop draagt, met zijn rug naar de camera. Ondanks dat hij geen materiaal had voordat hij de studio inging, was het album binnen tweeënhalve week opgenomen, een "normale tijd voor een Bowie-album". Het nummer "Baby Universal", wat eerder verscheen op het album Tin Machine II van Bowie's band Tin Machine, werd ook opgenomen, maar kwam uiteindelijk niet op het album terecht.
Vijf nummers van het album werden uitgebracht op single. "Telling Lies" werd uitgebracht aan het eind van 1996 en bereikte de 76e plaats in Engeland. Het nummer "Little Wonder" werd de grootste hit met de veertiende plaats in Bowie's thuisland en een 32e positie in Nederland. Ook "Dead Man Walking" en "Seven Years in Tibet" werden bescheiden hits in Engeland. "I'm Afraid of Americans" werd geen hit in Engeland, maar behaalde wel de 66e plaats in de Verenigde Staten. Daarnaast werd het nummer "Pallas Athena" van het album Black Tie White Noise opnieuw door Bowie opgenomen onder de naam Tao Jones Index en op single uitgebracht, voordat het op een deluxe-versie van Earthling verscheen.

## Tracklist
- Alle nummers geschreven door Bowie. Alle muziek gecomponeerd door Bowie, Reeves Gabrels en Mark Plati, tenzij anders aangegeven.

Cd-versie
1. "Little Wonder" – 6:02
2. "Looking for Satellites" – 5:21
3. "Battle for Britain (The Letter)" – 4:48
4. "Seven Years in Tibet" (Bowie/Gabrels) – 6:22
5. "Dead Man Walking" (Bowie/Gabrels) – 6:50
6. "Telling Lies" (Bowie) – 4:49
7. "The Last Thing You Should Do" – 4:57
8. "I'm Afraid of Americans" (Bowie/Brian Eno) – 5:00
9. "Law (Earthlings on Fire)" (Bowie/Gabrels) – 4:48

Bonustracks op heruitgave 2004
1. "Little Wonder (Danny Saber Dance Mix)"
2. "I'm Afraid of Americans (Nine Inch Nails V1 Mix)"
3. "Dead Man Walking (Moby Mix 2 US promo 12")"
4. "Telling Lies (Adam F Mix)"

Bonusdisc op heruitgave 2005
1. "Little Wonder (Censored Video Edit)"
2. "Little Wonder (Junior Vasquez Club Mix)"
3. "Little Wonder (Danny Saber Dance Mix)"
4. "Seven Years in Tibet (Mandarin version)" (vertaling door Lin Xi en Elvin Wong)
5. "Dead Man Walking (Moby Mix 1)"
6. "Dead Man Walking (Moby Mix 2 US promo 12")"
7. "Telling Lies (Feelgood Mix)"
8. "Telling Lies (Paradox Mix)"
9. "I'm Afraid of Americans (Showgirls Soundtrack Version)"
10. "I'm Afraid of Americans (Nine Inch Nails V1 Mix)"
11. "I'm Afraid of Americans (Nine Inch Nails V1 Clean Edit)"
12. "V-2 Schneider (live at Paradiso, Amsterdam in June 1997)" (als Tao Jones Index)
13. "Pallas Athena (live at Paradiso, Amsterdam in June 1997)" (als Tao Jones Index)

## Musici
- David Bowie: zang, gitaar, altsaxofoon, samples, keyboards, productie
- Reeves Gabrels: programmeren, synthesizers, gitaar (echt en samples), achtergrondzang, productie
- Mark Plati: programmeren, loops, samples, keyboards, productie
- Gail Ann Dorsey: basgitaar, achtergrondzang
- Zachary Alford: drum loops, akoestische drums, elektronische percussie
- Mike Garson: keyboards, piano